# Hassan Ag Fagaga
Hassan Ag Fagaga (nascido por volta de 1959 ou 1966, em Kidal) é um militar do Mali e rebelde tuaregue.

## Biografia
Hassan Ag Fagaga é um tuaregue ifoghas da fração ifergoumissen. Fez treinamento militar na Líbia e na Síria, participou da Guerra do Líbano e tomou parte do cerco de Beirute.  
Participou da rebelião tuaregue de 1990-1996 e combateu sob as ordens de Iyad Ag Ghali no Movimento Popular de Azawad (MPA). Em 1996, após os acordos de paz, foi integrado no exército maliano com a patente de comandante.
Em 2006, quando era coronel da Guarda Nacional, Hassan Ag Fagaga desertou e assumiu a liderança de uma nova rebelião tuaregue com Iyad Ag Ghali e Ibrahim Ag Bahanga.   Em 23 de maio de 2006, lançou uma incursão contra Kidal.
Em 4 de janeiro de 2009, durante a rebelião tuaregue de 2007-2009, depôs as armas com 300 combatentes da Aliança Democrática de 23 de Maio para a Mudança (ADC).
Quando a Guerra do Mali começou em 2012, ele se juntou ao Movimento Nacional para a Libertação de Azawad (MNLA).
Em março de 2017, no âmbito do Acordo de Argel, Hassan Ag Fagaga foi nomeado chefe das autoridades interinas de Kidal, cujo estabelecimento estava previsto no acordo de paz.
Em maio de 2017, em entrevista ao Jeune Afrique, Hassan Ag Fagaga afirma não ter visto Iyad Ag Ghali desde 2012 e declara: «Iyad diz que luta pela aplicação da sharia. É uma causa nobre. Por outro lado, não aprovo o seu método para conseguir isso.» 